# Polyscias quintasii
Polyscias quintasii är en araliaväxtart som beskrevs av Arthur Wallis Exell. Polyscias quintasii ingår i släktet Polyscias och familjen Araliaceae. Inga underarter finns listade.